# RAF-Avia
RAF-Avia ist eine lettische Charterfluggesellschaft mit Sitz in Riga und Basis auf dem Flughafen Riga.

## Geschichte

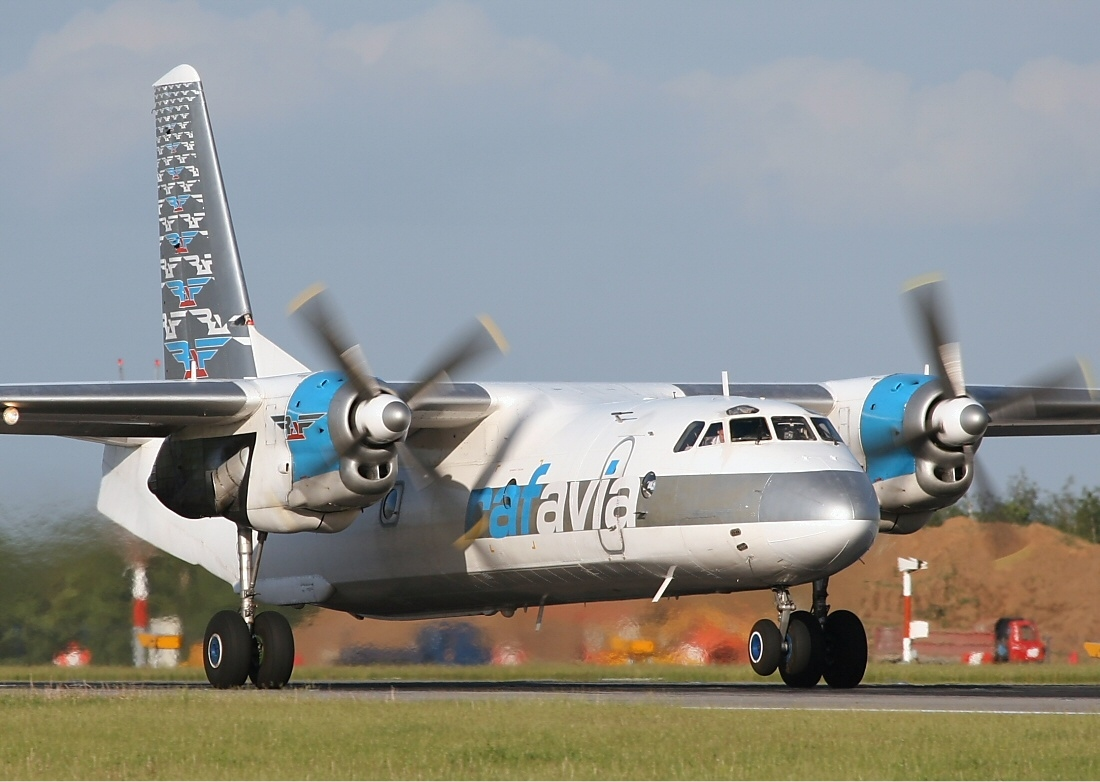
RAF-Avia Antonov An-26

RAF-Avia wurde 1990 als Tochtergesellschaft der Rigaer Autobusfabrik gegründet und ist heute der letzte aktive Geschäftszweig des Unternehmens. Mit der Gründung im Jahr 1990 gilt sie als erste private Fluggesellschaft Lettlands. 1996 wurde sie zur Aktiengesellschaft umgewandelt, deren Mehrheit das Mutterunternehmen hielt. Im Jahr 2012 flogen die Flugzeuge der RAF-Avia über 4500 Stunden.
Ende August 2016 wurden zwei Frachtflugzeuge am Flughafen Frankfurt-Hahn stationiert. Sie dienen für kurzfristige Frachtflüge etwa für die Automobilindustrie und europaweite Terminverkehre.
RAF-Avia kooperiert mit der estländischen Airest, die ebenfalls Frachtflüge nach dem Charterprinzip durchführt.

## Dienstleistungen
RAF-Avia führt neben Frachtflügen für UPS, DHL, TNT, die Vereinten Nationen oder das lettische Militär auch Passagiercharterflüge durch.

## Flotte

### Aktuelle Flotte

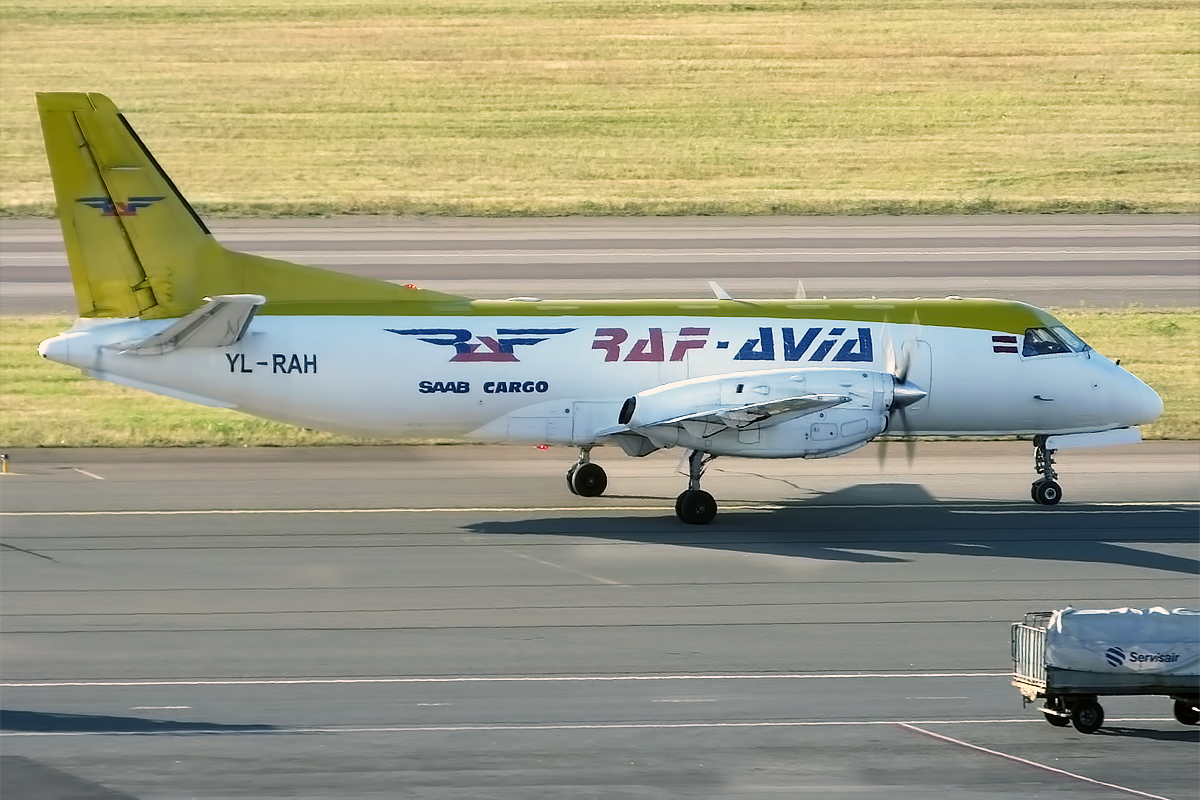
Saab 340A der RAF-Avia, 2014

Mit Stand April 2025 besteht die Flotte der RAF-Avia aus fünf Flugzeugen mit einem Durchschnittsalter von 33,5 Jahren:
| Flugzeugtyp   | Anzahl | bestellt | Anmerkungen             | Sitzplätze | Durchschnittsalter |
| ------------- | ------ | -------- | ----------------------- | ---------- | ------------------ |
| ATR 72-200F   | 2      |          | eine inaktiv            | -          | 28,3 Jahre         |
| Saab 340A(QC) | 1      |          | betrieben für Trade Air | 34         | 37,0 Jahre         |
| Saab 340B     | 2      |          |                         | -          | 37,0 Jahre         |
| Gesamt        | 5      | –        |                         |            | 33,5 Jahre         |

### Aktuelle Sonderbemalungen
| Flugzeugtyp | Luftfahrzeugkennzeichen | Bemalung               | Zeitraum          | Bild |
| ----------- | ----------------------- | ---------------------- | ----------------- | ---- |
| ATR 72-200F | YL-RAI                  | „Celebrating 30 Years“ | seit Oktober 2020 |      |

### Ehemalige Flugzeugtypen
In der Vergangenheit betrieb RAF-Avia auch Flugzeuge der Typen 
- Antonow An-26/B
- ATR 42